# Carlos Hernández Guerra
Carlos Hernández Guerra, más conocido como El Indio Guerra (El Callao, Bolívar, Venezuela, 1 de junio de 1936) es un pintor venezolano. Estudió en la Escuela de Artes Plásticas y Aplicadas con Marcos Castillo, Pedro Ángel González, Alejandro Otero y Rafael Ramón González. Obtuvo una beca de estudios en Roma por seis meses y posteriormente cursó dos años de estudios en la Escuela Superior de Bellas Artes en París. Es fundador junto a Manuel Espinoza del Centro Experimental de Arte (CEA), en la Universidad de los Andes (ULA), donde impartió cursos de dibujo, pintura y además fundó la cátedra de tecnología de la pintura.  Su trayectoria como artista pintor lo ha llevado a numerosas muestras colectivas locales y a diferentes países de Latinoamérica y Europa.

## Estudios y trabajos
Inició sus estudios en la Escuela de Artes Plásticas y Aplicadas de Caracas y en la Escuela de Artes Plásticas Cristóbal Rojas. 
En 1936 participó en al muestra "Tres jóvenes premiados", en la Sala Mendoza. Dio clases de dibujo y pintura durante dos años en el Centro Experimental de Arte de la ULA.
En  1968 recibió una beca de dos años estudio en la Staatliche Hochschule für Bildende Künste de Berlín y, luego, toma un curso de sociología del arte en la Universidad de La Sorbona con Pierre Francastel.
En Venezuela, se incorporó al equipo doHER H 585 cente de la Escuela de Artes Plásticas de Barcelona Armando Reverón.
En 1972 participó en la exhibición “Artistas Latinoamericanos”, realizada en el Museo de Arte Moderno de la Ciudad de París. 
En 1973 se convirtió en docente de la Escuela de Artes Plásticas Cristóbal Rojas, así como también en el Instituto Neumann. 
En 1977 representó a Venezuela en la XIV Bienal de Sao Paulo junto a Alirio Palacios. Un año después, gana el Premio Puerto Libre (IV Salón Fundene) con la obra Paisaje.
En 1979 obtuvo el Premio Antonio Edmundo Monsanto en el XXXVII Salón Arturo Michelena. 
En 1980 obtuvo el Premio Arturo Michelena en el Salón Arturo Michelena de Valencia. 
Al año siguiente, junto con los artistas Ana Mercedes Hoyos, Galaor Carbonell y José Antonio Quintero expuso en la Galería de Arte Nacional de Venezuela:” El paisaje libérrimo”. (Centro Venezolano de Cultura, Embajada de Venezuela, Bogotá, y GAN). 
En 1984, representó a Venezuela, junto a Alirio Palacios en la primera Bienal de la Habana, Casa de las Américas, Cuba.

## Etapas

### Etapa I: 1961-1968
Entre 1961 y 1968 se caracterizó por la violencia del trazo sobre el lienzo, en el que el color y las texturas sirvieron de medio para reflejar la expresión más primitiva y libre. 
Utilizó como recurso el frottag y la pincelada nerviosa y ágil. 

### Etapa II: 1968 a 1973
Entre 1968 a 1973 desarrolló su segunda etapa:la figuración comprometida, matizada por las influencias del arte pop. 
Durante un periodo histórico imbuido en la violencia, realizó minuciosas figuras de realismo fotográfico que tomó de la prensa.   
Explotaba el trazo nervioso, cargado de materia pictórica; era la respuesta de un mundo convulsionado. El artista logró amalgamar dentro de un mismo plano pictórico el mundo real, de una manera minuciosa en el trazo expresionista y abstracto.

### Etapa III
En esta última etapa, trató el horizonte como símbolo abstracto.
En sus paisajes dibujó en primer plano matorrales con trazos cargados de gestualidad, que conforman una realidad natural.
Implementó una pincelada de trazo liso que contrasta con la línea nerviosa y el movimiento vertiginoso.

## Exposiciones individuales
- Galería G, Caracas 1963
- Galería G, Caracas 1965
- Galería 40 Grados a la Sombra, Maracaibo 1967
- Dirección de Cultura, ULA 1968
- Librería Cruz del Sur, Caracas 1973
- Galería G, Caracas 1974
- Galería La Otra Banda, Mérida / Sala Víctor Valera, Maracaibo 1975
- Galería Freites, Caracas 1979
- “Memoria del horizonte”, Galería Freites, Caracas 1984
- Galería Freites, Caracas 1989
- Galería Freites, Caracas

## Premios
- Premio Roma, XX Salón Oficial 1960
- Premio Antonio Esteban Frías, XXI Salón Oficial 1962
- Primer premio, Salón Círculo Pez Dorado 1963
- Primer premio, Salón de Jóvenes Pintores, UCV 1966
- Primer premio anual, Casa de la Cultura, Maracay 1976
- Premio Eulalio Toledo Tovar, XXXIV Salón Arturo Michelena / Premio de adquisición, Salón Las Artes Plásticas en Venezuela, MBA 1978
- Premio Puerto Libre, IV Salón Fondene, Sede de Fondene, Porlamar, Edo. Nueva Esparta 1979
- Premio Antonio Edmundo Monsanto, XXXVII Salón Arturo Michelena 1980
- Premio Arturo Michelena, XXXVIII Salón Arturo Michelena 1981
- Premio Hipódromo, XXXIX Salón Arturo Michelena

## Colecciones
- Ateneo de Valencia, Edo. Carabobo / Banco HER 586 Mercantil, Caracas / Casa de la Cultura, Maracay / GAN / MACCSI / MACMMA / Mamja / Museo de Estado Anzoátegui, Barcelona, Edo. Anzoátegui / Museo de Ciudad Bolívar / Palacio de Miraflores, Caracas / UDO, Barcelona, Edo. Anzoátegui